# لغزانه ترانسفورماتور

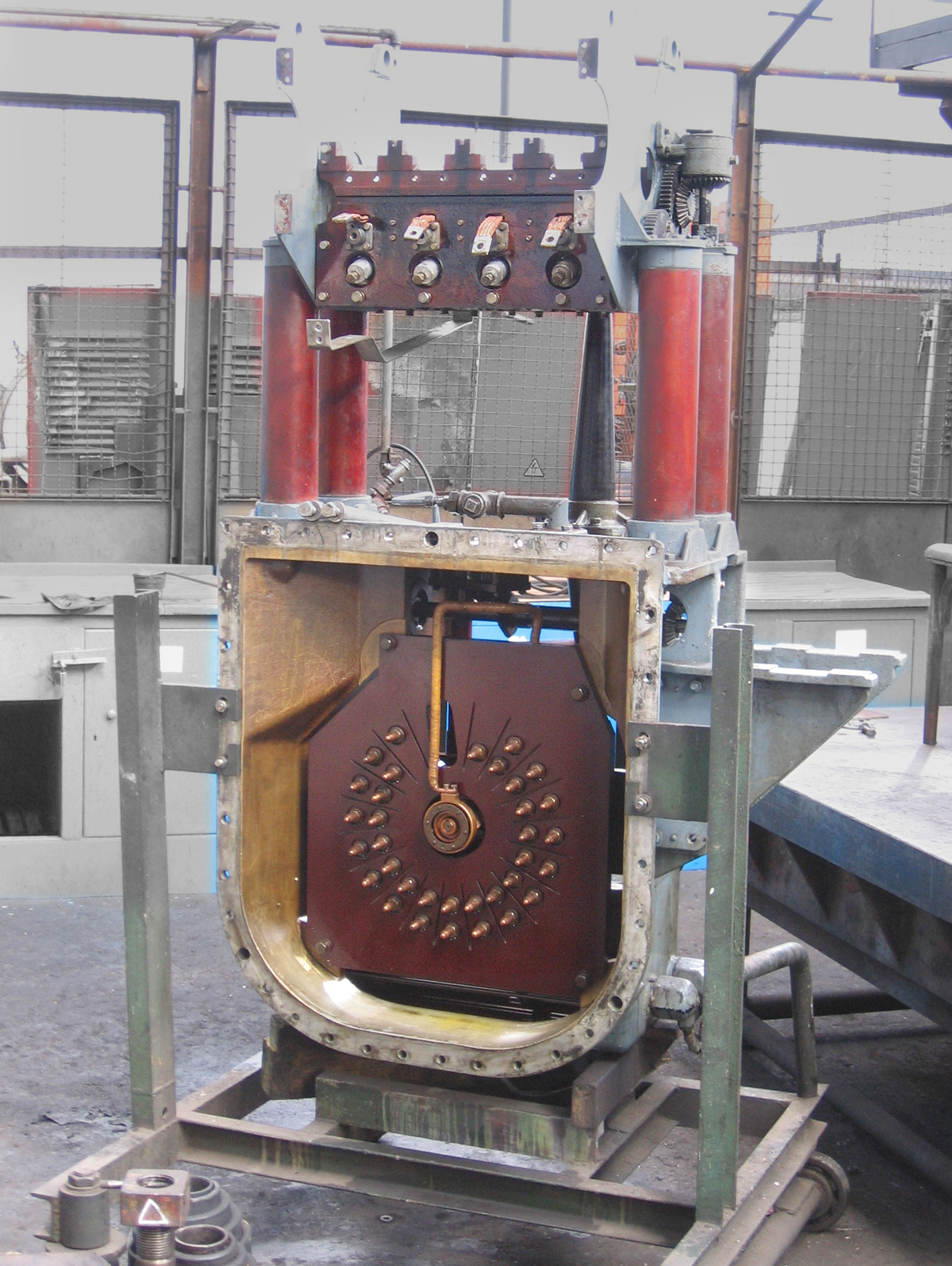
لغزانه ترانسفورماتور.

لغزانه ترانسفورماتور یا تپ‌چنجر (به انگلیسی: Tap changer) ابزاری است که با لغزیدن  و جابجا شدن بر روی سیم پیچ ترانسفورماتور تعداد دور سیم پیچ در ترانسفورماتورها را به گونه‌ای تغییر می‌دهد تا ولتاژ پایانه را به مقدار خواسته شده تنظیم کند.

## سرسیم‌بندی لغزانه‌ها
لغزانه‌ها بروی سیم پیچی که ار نظر اقتصادی و فنی مقرون به صرفه باشد جای می‌گیرد. لغزانه‌ها بیشتر بروی اتصال ستاره یا در سوی فشار قوی کار گذاشته می‌شوند. اصولاً لغزانه‌ها به سه راه زیر به کار گرفته می‌شوند:
۱-	لغزانه‌های سه فاز بروی سیم پیچ‌های با اتصال ستاره
۲-	لغزانه‌های سه‌فاز که بروی سیم پیچ‌های با اتصال مثلث قرار می‌گیرند. در این حالت عایق بندی و جداگری هروسپ و کامل بین فازها نیاز است و به سه دستگاه لغزانه نیاز داریم که با یک سازوکار حرکتی همسان و هماهنگ کار کنند.
۳-لغزانه‌های	 تک‌فاز که بروی ترانسفورماتورهای تک فاز یا سه فاز

## انواع
لغزانه‌ها با توجه به نوع کاربرد به دو دسته لغزنده زیر بار (On Load ) و لغزنده در بی باری  (Off Load) بخش‌بندی می‌شوند.
لغزانه‌های غیرقابل تغییر زیر بار دارای ساختمان ساده‌ای بوده و برای جابجایی آن حتماً باید ترانسفورماتور توان را از زیر بار بیرون آورد و چرخه را باز نمود. جابجایی این نوع لغزانه‌ها کمابیش با توجه به نیاز و هماهنگ با کاهش و افزایش بار در فصل‌های گوناگون سال انجام می‌گیرد.

## بخش‌های  لغزانه‌های زیر بار
لغزانه‌های لغزنده زیر بار از چند بخش گوناگون پدید آمده‌اند:

A mechanical on-load tap changer(OLTC), also known as under- load tap changer (ULTC) design, changing back and forth between tap positions 2 and 3

۱- رانۀ موتور : جعبه موتور بروی بدنه ترانسفورماتور کارگذاشته شده‌است و جنبش موتور آن به جعبه دنده و از آنجا به  دیگر بخش‌های لغزانه فرستاده می‌شود. برای آراستار و تنظیم تپ‌ها و دگرگونی در گردش موتور و دستگاه‌های فرستنده راه دور و دادن فرمان‌های از دور و نزدیک و خواندن اندازه تپ در درون این بسته کالاهای گوناگونی کار گذاشته شده، همچون کنتاکتور‌ها، کلیدهای محدود کننده، بی متال، رله کنترل فاز، گرم کننده، نشانگرها، بسته دنده و...
۲- سازوکار انتقال حرکت: حرکت موتور چه برای کاهش دور سیم پیچ و چه در راستای افزایش دور پس از موتور به جعبه دنده‌ها و از آنجا به دست اهرم‌های  رابط به بخش درونی سازوکار جابجایی پله، فرستاده می‌شود.
۳- کلید برگردان، ابزاری است که محرک اصلی آن توان فنری است که در آن پیش‌بینی شده‌است و در محفظه دارای روغن ترانس (که البته با روغن تانک بنیادی در ترانس ایزوله است) جای دارد.
۴-  کلید گزینش، در بخش زیرین کلید برگردان جای دارد و از تعدادی کنتاکت  لغزشی  تشکیل شده‌است.
محفظه کلید برگردان و کلید گزینش تپ به یکدیگر بسته شده‌اند که به قسمت در پوش بالائی ترانسفورماتور از راه سر تپ چنجر آویزان  می‌باشد.
در لغزانه‌های زیر بار چیزی که اهمیت دارد پیوسته بودن گردش در چرخه است که حتی نباید یک لحظه چرخه بار باز گردد. در Diverter Switch (کلید برگردان) دو کنتاکت کمکی در هر دو سوی کنتاکت بنیادی جای دارد که در زمان دگرگونی پله در آغاز کار، کنتاکت کمکی نخست  به تپ دیگر چسبیده و می‌گذارد تا کنتاکت بنیادی جدا شود در دنباله کنتاکت کمکی دوم جای کنتاکت نخستین می‌نشیند و در این حالت کنتاکت نخستین کاملاً آزاد است و سپس کنتاکت کمکی اول آزاد شده و جایش را به کنتاکت اصلی می‌دهد و کنتاکت کمکی دوم نیز آزاد می‌شود.
در این زمان مسیر کاملاً بسته می‌ماند و  باز نمی‌شود. همه این فرایند در کسری از ثانیه انجام می‌پذیرد تا باعث فروپاشی و تجزیه روغن لغزانه نشود.

## سیم‌پیچی آراستار
سیم‌پیچ‌های قابل تغییر در ترانس از دو بخش جداگانه تشکیل شده‌اند، یک بخش سیم پیچ اصلی است و بخش دیگر سیم پیچ آراستار ولتاژ (Voltage regultor). شیوه اتصال سیم پیچ بنیادی و سیم پیچ آراستار به سه روش زیر انجام می‌گردد:
۱-     سیم پیچ آراستار خطی   Regulation Linear Winding
۲-     سیم پیچ آراستار با اتصال وارونه  Reversing – plus/Minus Winding
۳-     سیم پیچ آراستار با اتصال سخت-نرم  Regulation Coarse/Fine Winding
در اتصال نوع نخست تعداد سیم پیچ‌های درگاه از سیم پیچ آراستار ولتاژ بسیار بوده (به شمار تپ‌ها) در نتیجه این نوع سیم پیچ را در زمان‌های که نیاز به دامنه آراستار ولتاژ کم است بهره گرفته می‌شود. ولی در گونه‌های دوم و سوم بعلت استفاده از یک کلید اضافی (Changer Over Switch) می‌توان دامنه جابجایی ولتاژ را با همان تعداد سیم پیچ تنظیم ولتاژ تا دو برابر افزایش داد.
بهره گیری از هر کدام از سیم پیچ‌ها بسته به عواملی همچون بیشینه ولتاژ سامانه، ناگذرایی (Impedance) درونی ترانس، سطح عایقی پایه و ساختمان خود لغزانه دارد. آرایش نوع نخست بیشتر در سامانه‌های سه فاز در ترانس‌های ۶۳ کیلو ولت به کار برده می‌شود. آرایش نوع دوم و سوم در سیستمهای سه فاز ۲۳۰ کیلو ولت و بالاتر به کار می‌رود.
در نوع دوم می‌توان از لغزانه‌های دو پل و تک پل بهره گیری کرد اما در انواع اول و سوم می‌توان از سه لغزانه تک پل تا ۲۳۰ کیلو ولت نیز بهره گرفت.

## تعداد پله‌های لغزانه
تعداد پله‌های‌های یک لغزانه در بیشتر زمان‌ها فرد هستند بدینگونه که یک پله را نرمال می‌نامیم و به تعداد برابر تپ بالاتر از نرمال و به همان تعداد پائین تر از پله نرمال برای کاهش و افزایش ولتاژ پیش‌بینی شده‌است. برای نمونه، اگر لغزانه ترانسفورمری  ۲۳ پله داشته باشد، تپ نرمال آن (۲ / (۱ + ۲۳)) یعنی ۱۲ است و ۱۱ پله در بالاتر از نرمال و شمار ۱۱ تپ زیر حالت نرمال پیش‌بینی شده‌است.
در زمانی که ولتاژ پایانه  زیر حالت نرمال باشد پله را افزایش می‌دهند در این حالت باید دانست که افزایش پله یعنی کم شدن تعداد دور سیم پیچ‌های آراستار ولتاژ.

## بن مایه
1. ↑  Motor Drive
2. ↑  Diverter Switch
3. ↑  Tap Selector
4. ↑  
Karsai, K. , D. Kerenyi, and D. Kiss. "Large power transformers." Amsterdam ۱۹۸7 (1987).
5. ↑  
Winders, John. Power transformers: principles and applications. Vol. ۱۷. CRC Press, 2002.
6. ↑  
Harlow, James H. , ed. Electric power transformer engineering. CRC Press, 2007.